# Oh! My Emperor
Oh! My Emperor (en español: ¡Oh! mi emperador; chino simplificado: 哦！我的皇帝陛下, pinyin: O! Wo De Huang Di Bi Xia), es una serie de televisión china transmitida del 25 de abril del 2018 hasta el 6 de junio del 2018 a través de QQLive.
La serie termina cuando luo fei es transportada a su verdadero mundo donde se encuentra con el que ella considera que es la cría de dragón pero en realidad es la estrella de pop yachan y en el momento de  ver la constelación de ofiuco aparece el verdadero beitang yi y se quedan  mirando la gran constelación de ofiuco.

## Sinopsis
Luo Feifei, es una joven interna de medicina del Siglo XXI que es transportada a un mundo misterioso del pasado "Huang Dao Guo". En dicha nación, su liderazgo se rota entre los dueños de las 12 constelaciones cada mil años.
Ahí conoce al actual Emperador de la Nación: Beitang Yi, quien también es el dueño de la constelación de Capricornio y pronto ambos comienzan a enamorarse, no sin antes vivir momentos divertidos y dramáticos.

## Reparto

### Personajes principales
| Actor                   | Personaje            | Constelación | N.º de episodios | Notas |
| ----------------------- | -------------------- | ------------ | ---------------- | --- |
| Zhao Lusi               | Luo Feifei           | Ofiuco       | 42               | Es una interna de medicina, cuya vida cambia cuando tiene un accidente en bicicleta mientras se dirigía al concierto de Jia Cheng. Cuando se despierte descubre que ha viajado al pasado, a una nación gobernada por las constelaciones, ahí conoce y se enamora del actual emperador Beitang Yi, quien es idéntico a Jia Cheng. Durante la batalla contra la gente de Orión, muere luego de usar todo su poder para revivir a las personas que habían sido asesinadas. Finalmente regresa al futuro, donde se reencuentra con Beitang Yi. |
| Gu Jiacheng (Jason Koo) | Beitang Yi Jia Cheng | Capricornio  | 42               | Beitang Yi: es el actual Emperador de la Nación y el encargado de la constelación de Capricornio. Tiene el poder de petrificar a las personas. Siempre ha rechazado a todas las mujeres que se acercan a él, sin embargo cuando conoce a Luo Feifei, se enamora de ella. Durante la batalla contra la gente de Orión es asesinado por Wangyan, sin embargo luego es revivido por Feifei y su gente. Más tarde Beitang Yi viaja al presente y se reúne con Feife cuando va a ver los Ofiucos. Jia Cheng: en el siglo moderno, Jia Cheng es una famosa estrella. Cuando se corta su mano tiene que ir al hospital para ser atendido donde conoce a Luo Feifei, quien es su fan y le regala dos boletos para que vaya a su concierto. Más tarde cuando Feifei regresa al presente, ambos se vuelven a encontrar cuando acuden a ver los Ofiucos, donde Feifei lo confunde brevemente con Beitang Yi. |
| Xiao Zhan               | Beitang Moran        | Acuario      | 41               | Lord Chen: es el tío de Beitang Yi y el encargado de la constelación de Acuario, tiene el poder de predecir el futuro. Antes de que Luo Feifei llegue a la nación, tiene una premonición sobre ella y se enamora, sin embargo Feifei no siente lo mismo. Durante la batalla contra la gente de Orión es asesinado por Wangyan, sin embargo luego es revivido por Feifei y su gente. En el presente se revela que es el joven con el que Feifei tropieza en el hospital. |

### Personajes secundarios
| Actor                 | Personaje         | Constelación | N.º de episodios | Notas |
| --------------------- | ----------------- | ------------ | ---------------- | --- |
| Wu Jiacheng           | Beitang Tang      | Piscis       | 42               | Es el hermano menor de Beitang Yi y el encargado de la constelación de Piscis, cuyo poder es la replicación. Cuando conoce a Luo Feifei se hace amigo de ella, y anima a su hermano a demostrarle a Feifei sus verdaderos sentimientos. Durante la batalla contra la gente de Orión es asesinado por Wangyan, sin embargo luego es revivido por Lou Feifei y su gente. En el presente se revela que es el joven en bicicleta con el la conductora del taxi en el que viajaba Lou Feifei choca.                                      |
| Peng Chuyue           | Bai Wuchen        | Virgo        | 42               | Es el ministro de los rituales, y el encargado de la constelación de Virgo, tiene el poder de mover las cosas con su mente. Apoya a Beitang Yi. Está enamorado de Chu Shengnan, y aunque al inicio ella lo evita, finalmente acepta sus sentimientos. Durante la batalla contra la gente de Orión es asesinado por Xiaoquan mientras intentaba proteger a Shengnan, sin embargo luego es revivido por Lou Feifei y su gente. |
| Yan Xujia             | Shang Yu          | Aries        | 42               | Es el aprendiz de Beitang Moran y el encargado de la constelación de Aries. Tiene el poder de la velocidad. Es un joven preocupado. |
| Chen Emn (陈泽希)     | Su Xunxian        | Géminis      | 42               | Es un empresario y el encargado de la constelación de Géminis. Tiene el poder de hablar con los animales. Durante la batalla contra la gente de Orión es asesinado por Xiaoquan, sin embargo luego es revivido por Lou Feifei y su gente. |
| Huang Tianyu (黄天宇) | Xi Fenglie        | Sagitario    | -                | Es el guardia de Beitang Moran y el encargado de la constelación de Sagitario, cuyo poder es el de controlar el fuego. Durante la batalla es asesinado por Xiaoquan, sin embargo luego es revivido por Lou Feifei y su gente. |
| Showna Xie (谢林彤)   | Chu Shengnan      | Leo          | 42               | Es la general de Beitang Moran y la encargada de la constelación de Leo, cuyo poder es el de derrotar a sus enemigos con su voz. Es una mujer con carácter fuerte y poco femenina, aunque al inicio no acepta sus sentimientos por Bai Wuchen, finalmente lo hace. Durante la batalla es asesinada por Xiaoquan mientras intentaba proteger a Wuchen, sin embargo poco después es revivida por Lou Feifei y su gente. En el presente se revela que es la conductora del taxi que toma Lou Feifei para ir al concierto de Jia Cheng. |
| Nacy Song (宋楠惜)    | Xie Yanran        | Cáncer       | 42               | Es la hija del primer ministro y la encargada de la constelación de Cáncer, cuyo poder es la invisibilidad. Aunque la abuela de Beitang Yi, quieres que se case con él, ella no lo ama, ya que está enamorada de Beitang Moran. Cuando conoce a Luo Feifei se hace muy buena amiga de ella y la ayuda a estar cerca de Beitag Yi. Durante la batalla contra la gente de Orión es asesinada luego de ser envenenada por la gente de Orión, sin embargo luego es revivido por Lou Feifei y su gente.                                  |
| Liu Lang (刘浪)       | Zhang Tianzheng   | Libra        | 42               | Es el astrónomo imperial de Beitang Moran y el encargado de la constelación de Libra, cuyo poder es la restricción. |
| Li Weixi (李蓓玺)     | Maestro Mei Daren | Tauro        | 42               | Es uno de los partidarios de Beitang Yi y el encargado de la constelación de Tauro. Es el ministro del palacio y constantemente se preocupa por el costo de las cosas. |
| Wang Yu (王嵛)        | Xia Bing          | Orión        | 21               | Es la Princesa del Reino de Lie Hu. Aunque es enviada para buscar un matrimonio arreglado con uno de los miembros de la familia Beitang, para forjar una alianza, en realidad es un plan para que su gente mate a los encargados de las constelaciones, sin embargo termina enamorándose de Beitang Tang. Durante la batalla contra la gente de Orión, es asesinada por Beitang Tang, cuando este es poseído por Wangyan. |
| Guo Zifan (郭子凡)    | Beitang Jing      | Capricornio  | 1                | Es el hermano de Beitang Moran y el encargado de la constelación de Capricornio, luego de ser infectado es asesinado por el antiguo Ofiuco para proteger a la gente de sus acciones. |
| Zhao Lei              | Gu Lei            | Géminis      | 1                | Es el antiguo encargado de la constelación de Géminis. Fue uno de los responsables de la muerte del antiguo Ofiuco, al creer erróneamente que había asesinado a Beitang Jing. |
| Xia Zhiguang          | Yao Guang         | Escorpio     | 1                | Es el antiguo encargado de la constelación de Escorpio. Fue uno de los responsables de la muerte del antiguo Ofiuco, al creer erróneamente que había asesinado a Beitang Jing. |

### Otros personajes
| Actor                  | Personaje            | N.º de episodios | Notas |
| ---------------------- | -------------------- | ---------------- | --- |
| -                      | Feng Jian            | Escorpio         | Trabaja para el Emperador Beitang Yi. Es un hombre que tiene un poder que le permite protegerse de cualquier ataque. |
| -                      | Emperatriz Viuda     | -                | Es la madre de Beitang Moran y Beitang Jing, y la abuela de Beitang Yi. Es miembro de la tierra de Orión y al inicio se coluda con ellos para derrocar a los miembros del zodiaco para vengar la muerte de Jing. Al inicio cuando conoce a Lou Feifei y descubre que es la líder de los Ofiucos, no la acepta, ya que cree que su gente fue responsable de la muerte de su hijo, sin embargo cuando descubre que en realidad su propia gente había sido la responsable, se aleja de ellos y termina aceptándola en su familia. Durante la batalla contra la gente de Orión es poseída por Wangyan y asesinada por Xia Bing. |
| -                      | Dehai                | -                | Es el eunuco y partidario de Beitang Yi, constantemente se preocupa por él y lo anima a revelarle sus sentimientos a Lou Feifei. |
| -                      | Ministro Fang        | -                | Tiene el poder de revertir la fuerza. |
| Xiaoxia Cheng (程小夏) | Chongchong (饰 虫虫) | -                | Es un miembro de la constelación de Ofiuco, cuando conoce a Lou Feifei rápidamente se encariña con ella y la trata como una hermana mayor, a quien ayuda en varias ocasiones a curar a las personas infectadas con la poción de la tierra de Orión. |
| -                      | Xiang Wentian        | -                | Es el abuelo de Chongchong y un miembro de la constelación de Ofiuco, cuando conoce a Lou Feifei rápidamente la identifica como la líder de la constelación. Cuando sana a una persona de su aldea, le cuenta a Feifei que una vez que los miembros de la constelación usaran todo su poder, desaparecerían. Cuando Beitang Yi le promete buscar justicia y limpiar el nombre de los Ofiucos, finalmente muere en paz. |
| 王竟力                 | Bilian (饰 秦政)     | -                | Es la sirvienta principal de la Emperatriz Viuda. Está enamorada del Emperador Beitang Yi, sin embargo él no está interesado y no le hace caso, lo que ocasione que sienta celos de Lou Feifei cuando se da cuenta de que el emperador está enamorado de ella, cuando Feifei termina brevemente bajo su cargo, Bilian la trata mal. Más tarde intenta matar a Feifei envenenándola con una daga, sin embargo es asesinada por Beitang Yi. |
| -                      | Wangyan              | -                | Es un espíritu maligno de la tierra de Orión que posee el cuerpo de un niño, la Emperatriz Viuda y de Beitang Tang, para lograr sus cometidos. |
| -                      | Madame Yuan          | 3                | Es la encargada de la casa de acompañantes. |
| -                      | Xiaoquan             | 3                | Es un miembro de las tierras de Orión, es uno de los responsables de envenenar a Xi Fenglie y Lu Feifei. Durante la batalla final es asesinado por Xi Fenglie. |
| -                      | Xiaohe               | 3                | Es la asistente personal de Xie Yanran. |
| -                      | Jiao                 | 2                | Es la asistente asignada a Lou Feifei por Beitang Moran, durante su estancia en su palacio. |
| -                      | Doctor Liu           | -                | Es un médico. |

## Episodios
La serie estuvo conformada por 2 temporadas y emitió 42 episodios, los cuales fueron emitidos todos los miércoles. 
- La primera temporada fue emitida del 25 de abril del 2018 hasta el 9 de mayo del 2018 y estuvo conformad por 21 episodios.[3]
- Mientras que la segunda temporada fue transmitida del 23 de mayo del 2018 hasta el 6 de junio del mismo año y también estuvo conformada por 21 episodios..

## Música
El OST de la serie estuvo conformada por 10 canciones: 
| n.º | Intérprete (es)          | Canción                                        | Fecha de lanzamiento |
| --- | ------------------------ | ---------------------------------------------- | -------------------- |
| 1   | Wu Jiacheng & Cyndi Wang | Jing Qian (境迁)                               | 18 de abril de 2018  |
| 2   | Gu Jiacheng & Zhao Lusi  | It Seems to Fall Into The Sea of Love (踩影子) | 21 de abril de 2018  |
| 3   | Liao Juntao (廖俊涛)     | She (她)                                       | 22 de abril de 2018  |
| 4   | Zhang Yihao (张洢豪)     | Two Worlds (两个世界)                          | 22 de abril de 2018  |
| 5   | X-NINE                   | I Want to Give You (我想給你)                  | 24 de abril de 2018  |
| 6   | Xiao Zhan                | Stepping on Shadows (踩影子)                   | 28 de abril de 2018  |
| 7   | Cyndi Wang               | Jiang Qian (境迁)                              | mayo de 2018         |
| 8   | Peng Chuyue              | Have Your World (有你的世界)                   | mayo de 2018         |
| 9   | Peng Chuyue & Showna Xie | Have Your World (有你的世界)                   | mayo de 2018         |
| 10  | Zhao Lusi                | Love Drops into the River (好像掉进爱情海里)   | 2018                 |

## Premios y nominaciones
| Año  | Categoría      | Premio                                                      | Nominado (a) | Resultado |
| ---- | -------------- | ----------------------------------------------------------- | ------------ | --------- |
| 2019 | Newcomer Award | Golden Bud - The Third Network Film And Television Festival | Zhao Lusi    | Ganó      |

## Producción
La serie también fue conocida como "个皇上我要了", "I Want You, Emperor" y "Oh! My Majesty, The Emperor".
Fue dirigida por Gao Bo (高博), quien contó con el apoyo de los guionistas Yu Haixia y Yin Hang.

### Recepción
La serie alcanzó los 100 millones de televidentes en las primeras 14 horas desde su lanzamiento, posteriormente alcanzó los 300 millones a cinco días de su estreno.

## Transmisión internacional
La serie fue transmitida en Venezuela por el canal La Tele Tuya, con doblaje en español neutro hecho en este mismo país por Estudios Backstage.